# Avitta ceromacra
Avitta ceromacra là một loài bướm đêm trong họ Noctuidae.